# 政治部 (英屬香港)

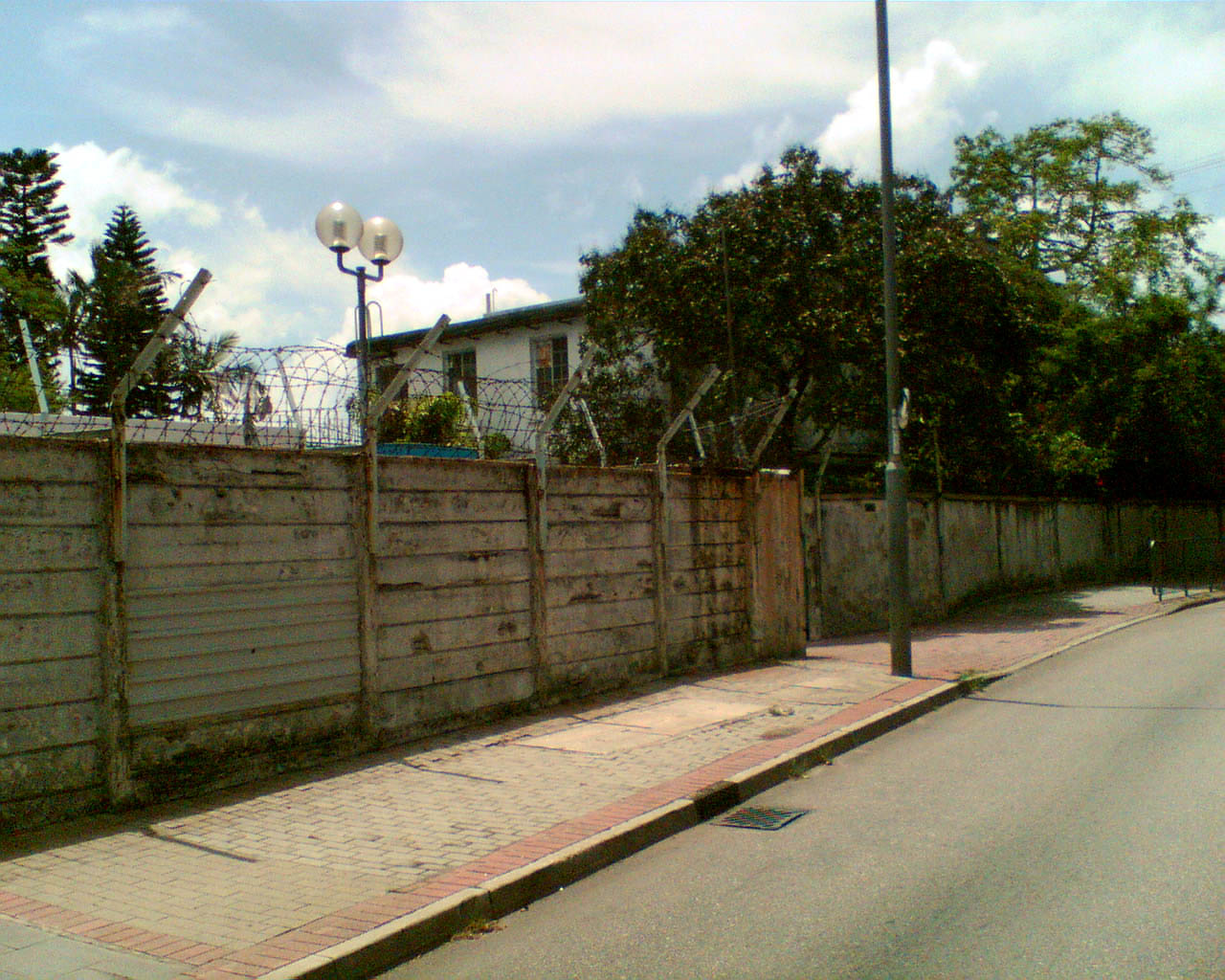
域多利道扣押中心─政治部拘留在香港從事間諜活動或者意圖推翻殖民地政府管治人员的場所。

政治部（直译：「特別分部」）於1934年成立，隸屬於皇家香港警務處刑事部，主要責任為反間諜及收集情報等特殊工作，因香港主權移交而於1995年解散。

## 架構
政治部隸屬於皇家香港警務處刑事部，由6名憲委級（一名警務處副處長、一名警務處高級助理處長、一名警務處助理處長和3名總警司）領導，下設情報部和保安部，由主管（高級助理主任）及副主管（助理主任）各一名管理，兩部下設行政、行動、情報及支援4分部，全以英文字母排列。例如：S組負責情報行動、G組負責內部保安、D組掌管科技偵察、機密資料、聯絡英國軍情局、保密及評估情報等。每部下設2至3個分組，分別掌管政治情報、反間諜情報、內部保安、反恐怖活動、要員保護、關卡控制及審查等等工作，例如，S組下設S2敵對情報小組、S3非華人商會社團情報小組以及S4本地威脅組；G組下設有G4（要員保護組）等等。其運作費用及人員薪酬全由英國政府直接支付。
- 政治部：由正、副主管各一名領導全體部門。
  - 情報部：由一名高級助理主任出任主管。
    - 情報分組：設C、J組，主要責任為防範中國共產黨滲透香港社會，收集各社會主義國家及其情報機關的情況，研究中國和葡屬澳門的問題，同時與加拿大、美國及英國等國家交換情報。
    - 支援分部：設A、B及K組，主要責任為從事情報與反間諜事務的技術研究及支援，進行情報分析研究及翻譯。

  - 保安部：由一名高級助理主任出任主管。
    - 行動分部：設D、F組，主要責任為偵察世界各國的共產黨組織的人員狀況，应對中國共產黨的顛覆活動。
    - 反間諜分部：設E、G組。E組的主要責任為偵察及控制社會主義國家的情報及特工人員在香港的活動，重點防範來自中國的情報及特工人員及其有關動向。G組的主要責任為對警務人員進行政治審查及管理香港出入境事務，保護香港的重要人物及從外國來到香港訪問的政治人物的人身安全。

## 歷史
1934年，政治部於英國軍情五處二處中成立，同時獲得軍情六處協力，成立之初，有200名人員。
1946年起政治部納入香港警察隊架構。1950年代，政治部主要收集中國等共產主义國家的情報，並且防範和偵察中國共產黨及中國國民黨在香港進行顛覆和間諜活動。政治部後來至1980年代期間，有（包括文職人員在內）1,200名人員。
曾任保安局局长的葉劉淑儀回忆，港英时期设有香港总督领导的安全委员会（“for British eyes only”）。政治部监察目标包括共产党、国民党政治人员，情报人员、香港本地激进分子及香港左派组织。
鼎盛时期的政治部首长由6名宪委级官员（一名警务处副处长、一名警务处高级助理处长、一名警务处助理处长和三名总警司）组成，1990年前分为行政、支援及行动三大部门，辖下再分A至H共八个小组，负责内部保安、保护特工、政治审查、由政府部门、工会、社团、街坊会、学校到社会各阶层组织的调查、反间谍及情报收集等。
1989年六四事件爆發後，政治部參與協助營救民運人士的黃雀行動，核實民運人士身份，並且安排他們移居海外。
因應即將到來的香港主權移交，政治部於1991年起由末任部长方普推行行動代號為「棄船」的改組。A至H组八个小组编制改为S组及G组两大组别。负责行政及支援的A、B、G组改为G1、G2、G3，主要负责审查工作，而原有做情报评估的C组剔除政治部，改纳入警队，不再涉及国安工作。最敏感的行动部D、E、F、H组改组为S组，主要对外国特工、本地间谍、政治组织、压力团体及反恐怖活动进行侦查及监控。改组后S及G组重新招聘一批人員並规定最多四年要调任，以免在1991年至1993年改组的缓冲期间认识旧任人员。如此逐步换血，到1995年解散之时，政治部只剩下约1000名S组及G组人员纳入警队保安科，工作范围已不再涉及国安，最后一批新人亦已不认识旧有政治部人员。
1995年政治部正式解散之時，政治部人員同時需完全離開警務處其他部門，於簽署終生保密協議後獲得遣散費，華裔警員則可再獲英國公民護照及居英權以鼓勵其移民英國，將中國共產黨截取情報的風險減至最低。其保安部的管理權則於1995年7月1日起轉交刑事及保安處。

### 後續
在政治部解散25年後，《香港國安法》於2020年6月30日生效，香港警務處因應於2020年7月1日起重設類似政治部的「國家安全處」。

## 事件
- 曾昭科間謀案
- 麥樂倫案

## 相關作品
- 《第一類型危險》
- 《摩星嶺4號》
- 《藍色霹靂火》
- 《咖喱辣椒》
- 《表姐，妳好嘢！3之大人駕到》
- 《聖戰風雲》
- 《逃學威龍2》
- 《G4特工》
- 《寒戰II》
- 《反黑》
- 《兄弟》
- 《藍色風暴》
- 《邊緣行者》

### 引用
1. ↑  警察：皇家香港警務處－薪金 （页面存档备份，存于），保安司呈立法局財務委員會人事編制小組委員會討論文件（EC(96-97)32），1996年7月9日
2. ↑  前警官證政治部救民運人士[] 《星島日報》 2011年8月8日
3. ↑  商業二台《摩星嶺4號》檔案白屋 (上)
4. 1 2 3 4  TVB News 時事多面睇. . TVB News. 2020-07-05  [2020-07-06]. （原始内容存档于2020-08-10） （中文（香港））.
5. ↑  环球网. . news.sina.com.cn. 2020-06-10  [2020-07-06]. （原始内容存档于2020-07-07）.
6. ↑  「司徒華回憶錄講黃雀行動」《 東方日報》A27，2011年7月12日
7. ↑  .   [2013-06-03]. （原始内容存档于2015-05-03）.
8. ↑  梁寶龍. . 獨立媒體. 2017-01-14  [2020-06-05]. （原始内容存档于2017-01-15） （中文（香港））.